# Suba (Kleidung)

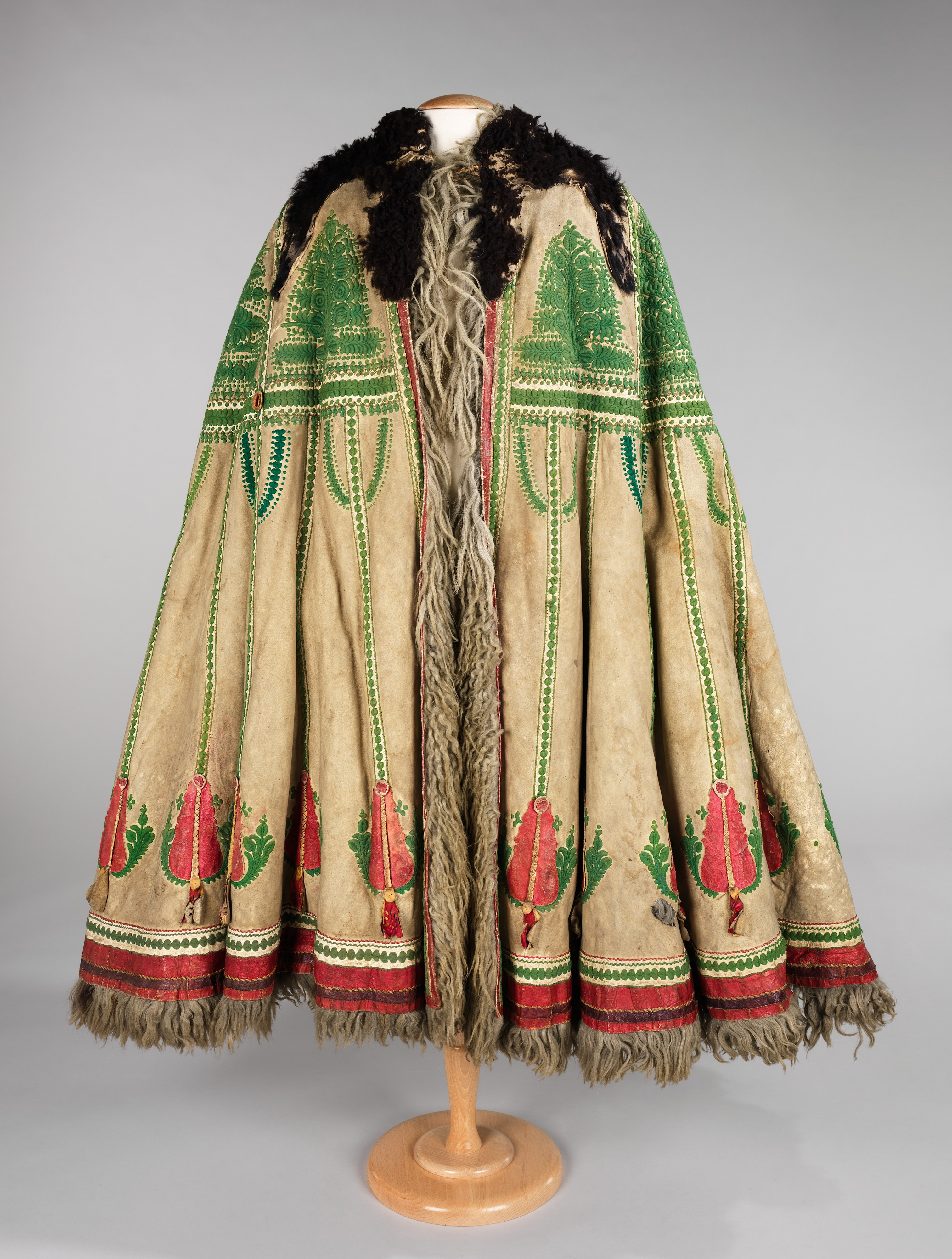
Ungarische Damen-Suba, Schaffell und Lammfell
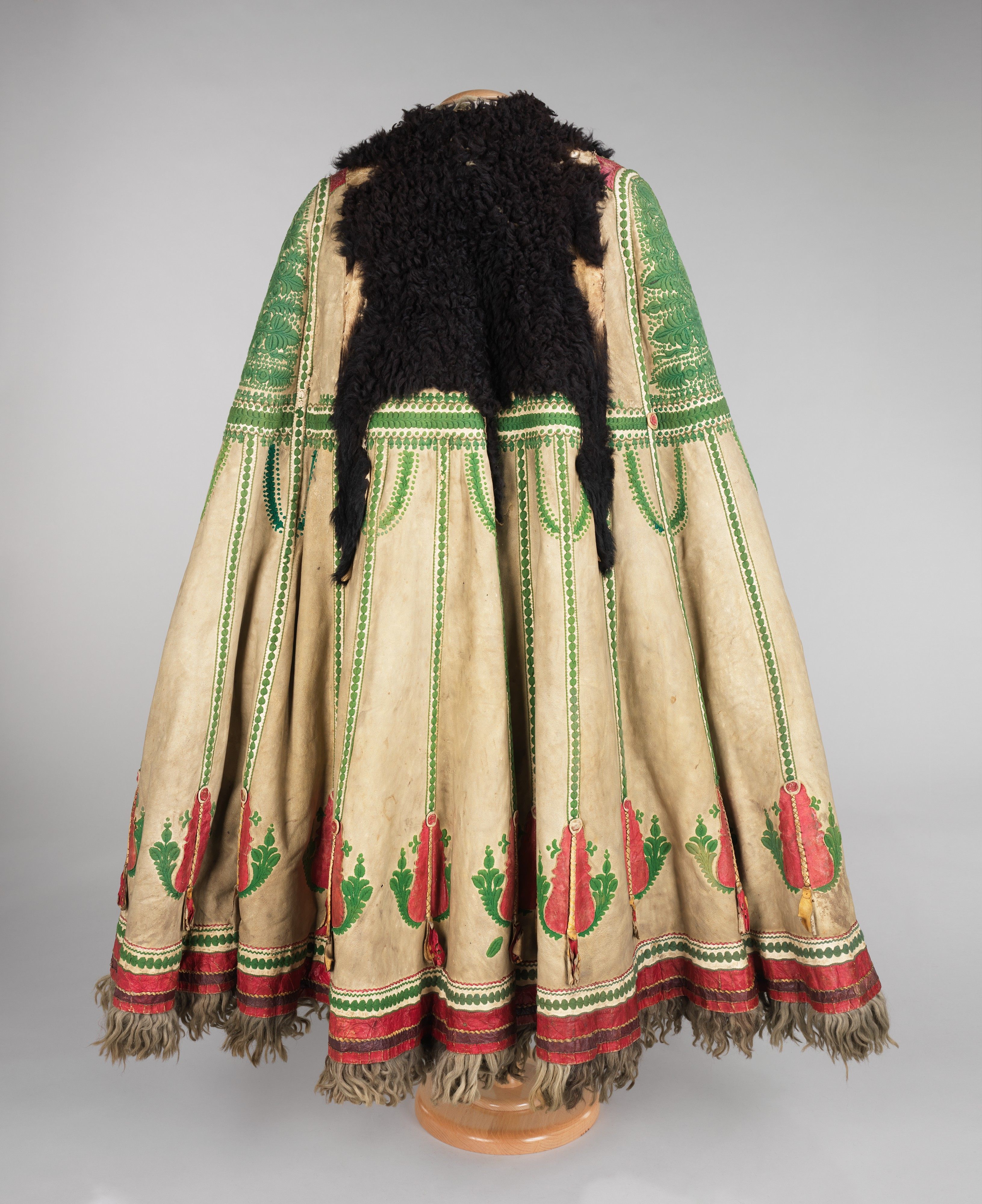
Rückseite (1840–1870, Metropolitan Museum of Art)

Der (oder die) Suba, auch wie gesprochen Schuba, ist ein ungarischer Pelzumhang. Mit Ärmeln versehen, als Mantel oder Jacke, wird der gleichartig ausgestattete Pelz als Bunda bezeichnet.
In Ungarn gehörte Pelzbekleidung bei weiten Bevölkerungskreisen bis in die jüngere Zeit zur festtäglichen Kleidung. Schafpelzmäntel, Westen und Umhänge sind Teil des alten ungarischen Brauchtums. Das Prunkstück dabei war der Suba, ein großer, fast bodenlanger Pelzumhang.
Unter der Bezeichnung „Schuba“ galt ein ähnlicher Lammfellmantel als die typische Bekleidung Russlands, als „der russischste aller Mäntel“.

## Geschichte
Das Wort „suba“ ist ursprünglich arabisch „dschubba“ und bedeutete eigentlich ein Obergewand mit langen Ärmeln. „Nach Jolán Balogh dürfte unter »suba« zur Zeit des Königs Matthias (zweite Hälfte des 15. Jh.) ein mit Ärmeln versehenes oder auch ärmelloses, mit Pelz gefüttertes und verbrämtes, mit Brokat oder Samt überzogenes Gewand verstanden worden sein, der zeitgenössischen deutschen Schaube entsprechend. Im Rechnungsbuch des Kardinals Hippolyt von Este, des Neffen der Königin Beatrix aus dem Hause Aragonien, findet sich zu den Jahren 1487–89 die Eintragung »Suba all' ungarescha« - Schuba nach ungarischer Art.“
Bunda, die allgemeinere Bezeichnung für die Lammmäntel, geht häufig mit der des ärmellosen Schuba durcheinander, der eine Name kann jeweils auch einmal die andere Form meinen. Selbst für das ungarische Debrecen hieß es, das dort „Suba“ fremdartig klang. Beim Pelzmantel sagte man „Bunda“, ob er nun von einer Frau oder einem Mann getragen wurde.

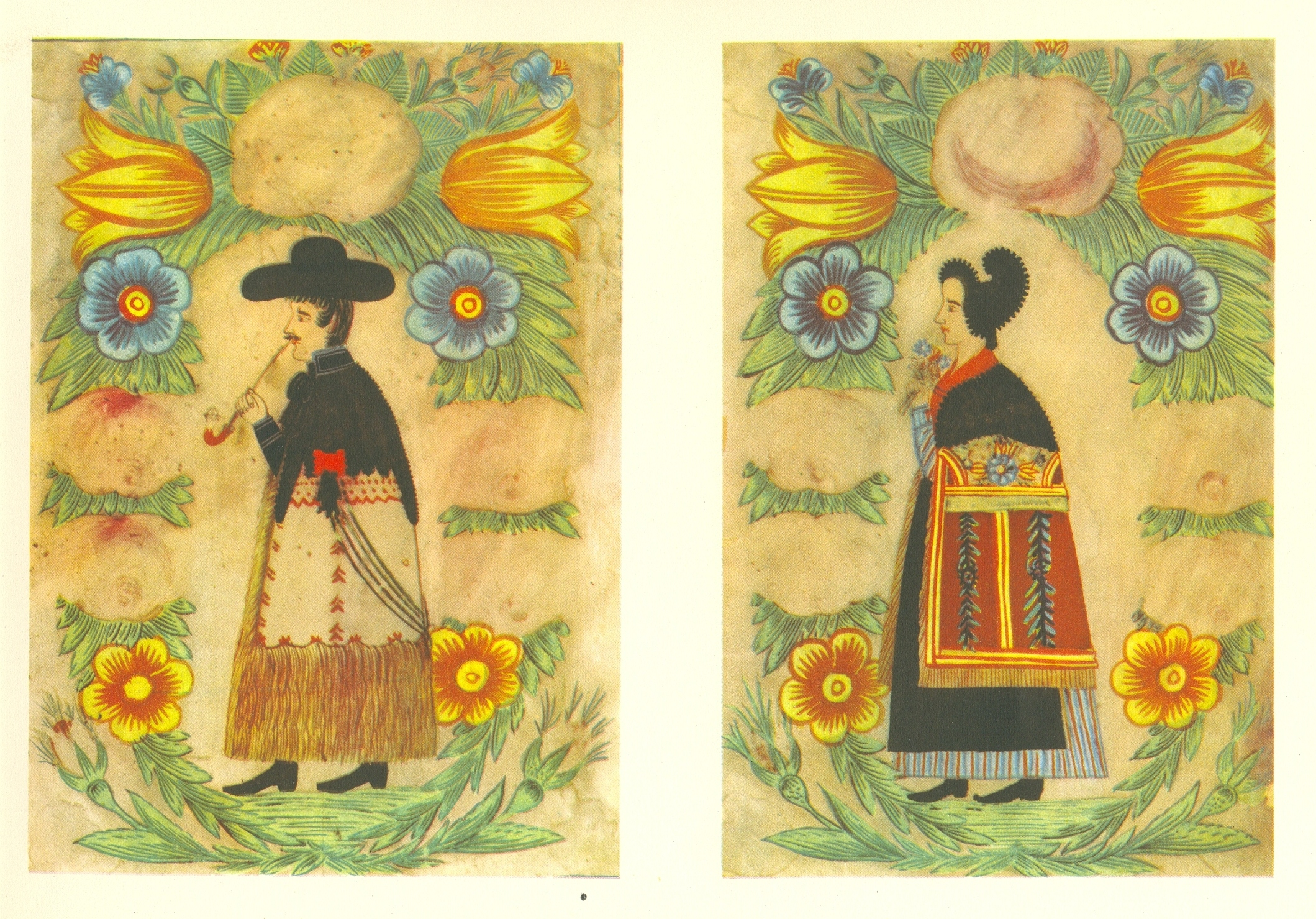
Ein Paar aus Debrecen (19. Jh.)

Die ersten überlieferten Subas weisen noch kaum Verzierungen auf, sie waren einfache Hirtenmäntel. Der Suba wurde mit der Lederseite nach außen getragen. In der zweiten Hälfte des 19. Jahrhunderts waren einige bereits auch überaus reich bestickt, die Stickerei war so kostbar, dass das Teil bei Regen gewendet und dann doch mit dem Haar nach außen übergeworfen wurde, um die Ornamente zu schützen. Nur wohlhabende Landwirte konnten sich ihn leisten. Der Suba zählt zu den ältesten ungarischen Kleidungsstücken und war die allgemein gebräuchlichste Bekleidung, „die vom König ebenso getragen wurde wie vom einfachen Volk“. Auch diente er als Bett und als Zudecke.
Wie bei Standestracht üblich wurde je nach Rang und Amt ein anderes Material gewählt. Der König trug einen mit Seide und Gold umhüllten Suba aus Hermelinfell oder Zobelfell, der Kämmerer aus Marderfell und die städtischen Bürger des 16. Jahrhunderts aus Wolfsfell. Die Schlosswache trug einfache Schafspelzumhänge, eine Kleidung, die sich bei den Hirten und Bauern bis zumindest Ende des 20. Jahrhunderts erhielt. In der ungarischen Tiefebene durfte er als standesbedingte Tracht nur vom Familienoberhaupt getragen werden, das nicht selten einer Sippe von 30 bis 40 Mitgliedern vorstand.
Beeindruckend sind die kunstvollen Verzierungen. Nach der Türkenzeit, bereits im 17., hauptsächlich jedoch im 18. Jahrhundert, begann man auch anstelle von aufgenähten Applikationen mit der neuen Art der Verzierung, der Blumenstickerei. Die Stickmotive waren fast nie geometrische Figuren, sondern fast ausnahmslos florale Motive, neben der Rose waren dies Rosmarin, Dahlie, Tulpe, Nelke, Veilchen, Vergissmeinnicht sowie Rosen und Eichenblätter. In immer neuen Variationen ließen sie das Ausgangsmotiv oft kaum noch erkennen. Die Motive wurden in den einzelnen Landstrichen sorgfältig gehütet, was dazu führte, dass ein Teil der Gesellen nicht auf die sonst allgemein übliche Wanderschaft ging. Anfangs wurden die Subas mit Seiden- oder Wollfäden bunt bestickt, später, unter dem Einfluss des bürgerlichen Geschmacks, überwiegend schwarz. Die Stickerei in der Jazyger-Gegend (Große Ungarische Tiefebene) wurde einfarbig grün.
Im 19. Jahrhundert bis etwa in die 1870er Jahre war das prächtigste Erzeugnis der Kürschner von Szeged „die »Schuba«, ein unentbehrliches Kleidungsstück für Schafhirten und Bewohner von Gehöften“. Sie wurde von einem Schriftsteller folgendermaßen beschrieben: „Es ist allgemein bekannt, daß die Schuba für den Bauern ein gewöhnliches Möbelstück ist: Stuhl, Bett, Kissen, Diwan, im Winter Ofen, im Sommer Eisgrube. Auf ihrem Fell kann man essen und dörren, und wenn man ein Kind damit bedeckt, ist es diesem ein besonderes Vergnügen. Und dann ist eine Schuba, eine schön bestickte Lammfellschuba ein Paradekleid für Feiertage! Eine Zierde, im Sommer aufgehängt, ein Makartstrauß, Ansehen verleihend, wenn der Besitzer von ihren Farben umhüllt, eine hoheitsvolle Stellung einnimmt.“ Der oder die Schuba aus Szeged hatte einen so guten Ruf, „daß von weither Besteller kamen, um sich bei einem Szegeder Kürschnermeister eine verzierte Schuba machen zu lassen“.
Die Blütezeit des Suba fällt in die Mitte des 19. Jahrhunderts, in eine Zeit, in der die Merinoschafe mit ihrer seidigen, für die Tuchproduktion bevorzugte Wolle, die bisher gehaltenen, für die warme Winterkleidung besser eigneten Schafrassen langsam verdrängten. Die Felle der auch zum Besticken besser geeigneten ungarischen dickhäutigen Schafe wurden dadurch teurer. Sie kamen hauptsächlich aus der Gegend zwischen Donau und Theiß.

## Kisbunda
Die Frauen trugen nicht die lange, bis auf den Boden reichende Suba. Die dreiviertellange Capeform der Damenbunda wurde auch als Kisbunda bezeichnet. Die Kisbunda war meist aus braun gefärbtem Pelz gearbeitet. Die Silhouette wich mit ihren weicher und runder gearbeiteten Schultern von denen der Männer ab. Sie konnte mit schwarzem Lamm besetzt sein. Ihre vor allem schwarze Bestickung war reichhaltiger als beim Suba der Männer.

## Herstellung

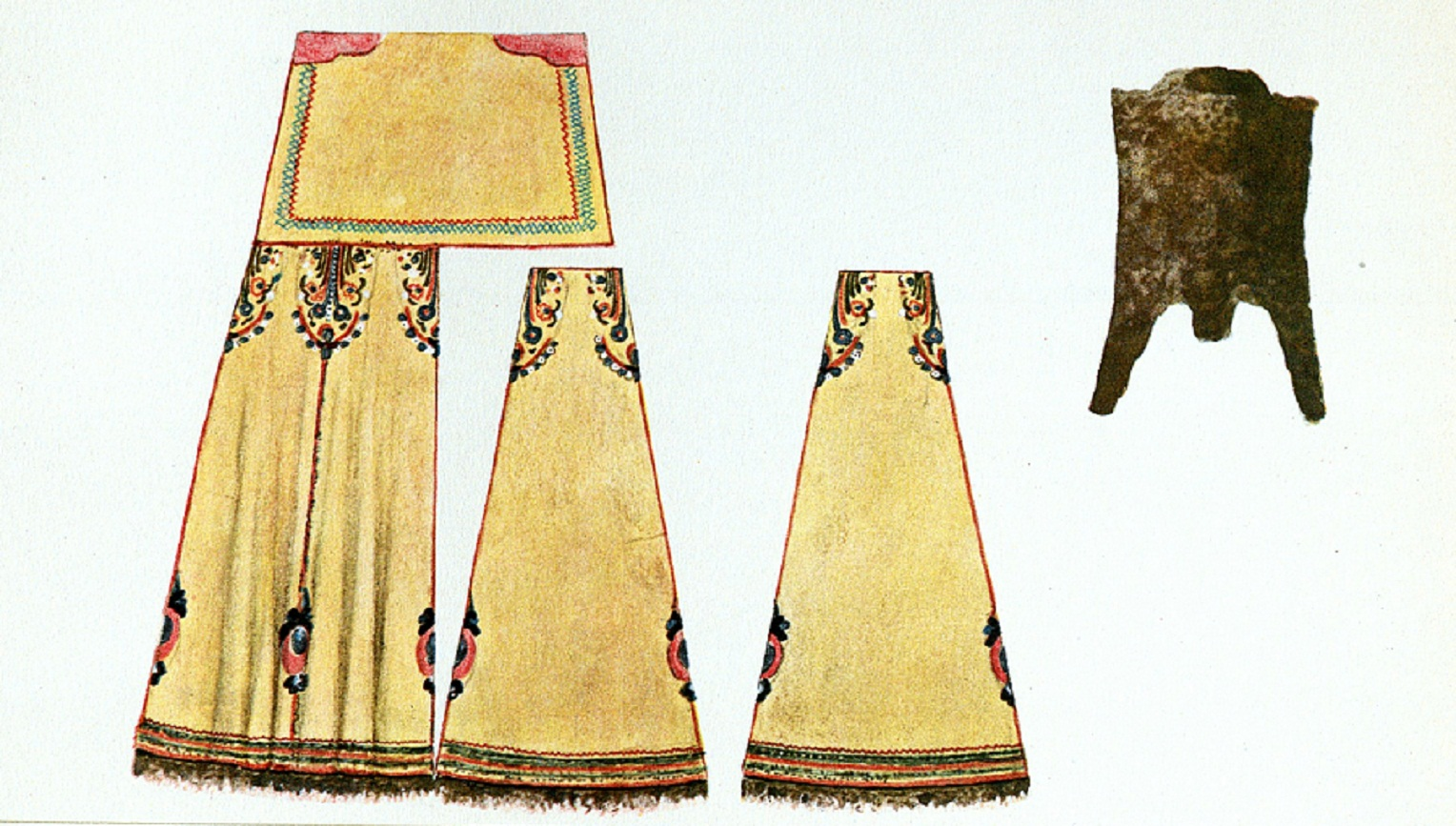
Einzelteile des Suba, mit Lamm-Rückenfell als Kragenbesatz (vor 1925)

In Hódmezővásárhely wurde um 1860 der Suba aus dreieinhalb ungegerbten, in ihrem eigenen Fett geklopften Schaffellen genäht.  Wurde er von einem Kürschner gemacht, verwendete dieser nie weniger als fünf Felle: wenigstens ein Fell ergab den Rücken, je eines die Seiten, je ein halbes Fell rechts und links das Vorderteil und eins die Schultern. Sollte der Suba weiter werden, konnten auch mehr Felle genommen werden. In Hódmezővásárhely benötigte man für einen Arbeitersuba fünf, für eine Wagensuba acht, für einen Kirchensuba zehn bis zwölf Felle, ausgebreitet ergab sie einen vollen Kreis. „Das Mittelstück bildet ein kollerartiges, kreisförmiges, mit Halsausschnitt versehenes Schulterteil, dem zwei seitliche Schultersegmente eingefügt sind. An diesen inneren Kreis schließen sich radial geordnete Felle an, jedes dieser Felle ist mit dem Halsteil an das Schulterteil angenäht. An der Stelle, wo jeweils bei einem Fell die zwei Vorderfüße abgeschnitten wurden, werden die so entstandenen Lücken durch zusammengesetzte halbkreisförmige Füllsel ergänzt. Diese kleinen Füllsel sind kennzeichnende strukturelle Elemente der Schuba.“
Um die Nähte möglichst haltbar zu machen, deckte man sie durch weiße oder farbige Lammlederstreifen ab („irha“ genannt, als „irch“ war der Begriff auch in der oberdeutschen und siebenbürgischen Handwerkssprache gebräuchlich. Der Suba hieß in Siebenbürgen „ungarische Bunda“.). Oder man nähte aus einem längs gefalteten Lederstreifen eine Biese mit in die Naht ein, so dass sich eine kleine Wulst bildete, oft in abstechender Farbe in dem meist weißen Pelzleder.